# Karina Riquelme Viveros
Karina Riquelme Viveros (Temuco, 9 de agosto de 1981) es una abogada chilena de derechos humanos, especialista en la defensa de derechos de pueblos indígenas, medioambientales y a la búsqueda de justicia de mujeres que han sufrido violencia de género. Fue una de las fundadoras del Centro de Investigación y Defensa del Sur (CIDSUR), organización comprometida con la defensa de los derechos indígenas chilenos.

## Biografía
Vive en Coñaripe o en mapudungún Kona Rüpü. Estudió derecho en la Universidad Católica de Temuco (UCT). Se ha desempeñado hace 14 años acompañando procesos relacionados a la aplicación del derecho penal en casos de demandas históricas, sociales y ambientales, además de acompañar a víctimas de violencia estatal.

## Trayectoria
Desde 2010, en el equipo de CIDSUR, Riquelme formó parte de la defensa de reconocidas causas judiciales de relevancia nacional, como el caso Luchsinger - Mackay; el proceso llevado en contra del comunero y autoridad ancestral mapuche Celestino Córdova; el caso Iglesias; la presentación de querellas en contra de funcionarios policiales por tortura, entre 2010 y 2014 y de recursos de amparo a favor de niños mapuche en el contexto de la invocación de la Ley Antiterrorista; el caso Operación Huracán, sobre la inoculación de pruebas falsas para acusar a dirigentes mapuche de terroristas, entre otros.
En abril de 2020, se retiró de CIDSUR para continuar su carrera profesional de manera independiente. Desde entonces, participó en diversas iniciativas en defensa de los derechos humanos y apoyó el proceso constituyente que buscó cambiar la Constitución de 1980, heredada de la dictadura de Augusto Pinochet. En dicho proceso, promovió el reconocimiento en la nueva carta fundamental de los derechos de los pueblos indígenas, la plurinacionalidad y la autonomía de las tierras indígenas.
En 2024, integró el 11vo Tribunal Local e Internacional de los Derechos de la Naturaleza, en la región del Biobío, que declaró ecocidio en la región dado los impactos provocados por el modelo forestal en el territorio. Actualmente, es abogada de la Fundación Rompiendo Silencios, una agrupación que acoge a víctimas de violencia sexual ante los casos de abusos sexuales ocurridos en la comuna de Quinchao, Chiloé.
El trabajo de Riquelme ha sido reconocido por Amnistía Internacional por su labor en la defensa de activistas indígenas contra la represión estatal. La misma organización ha denunciado que Riquelme ha sido objeto de persecución e intimidación por su labor en defensa de activistas indígenas.
Estando en CIDSUR, en 2011, Riquelme fue condenada a 21 días de prisión con remisión condicional por acusaciones de haber brindado defensa legal a activistas mapuche sin ser licenciada en derecho.  Su sentencia fue percibida como un acto de persecución política por la activista mapuche Natividad Llanquileo, quien posteriormente se convertiría en presidenta de CIDSUR.
En 2016, fue presentado un recurso de amparo en favor de Riquelme y del abogado Sebastián Saavedra, defensores de comuneros mapuche en el caso Luchsinger-Mackay, señalando que ambos profesionales fueron objeto del registro y seguimiento fotográfico por parte de funcionarios de Carabineros, quienes vestidos de civil ingresaron en audiencias en las cuales participaron ambos abogados e incluso identificaron a personas externas que los fotografiaron fuera de los tribunales de Justicia (Corte de Apelaciones y juzgados de garantías de Temuco).
Luego, el 10 de julio de 2018, se produjo un incidente en el departamento de Riquelme, en Temuco, región de La Araucanía, donde dos hombres apuntaron con rayos láser verdes a través de la ventana, presumiblemente con el fin de intimidarla. Amnistía Internacional condenó este incidente, que se cree fue cometido por "agentes de inteligencia policial". Riquelme ha declarado que ha sido objeto de vigilancia policial desde 2010.
Ese año, nuevamente fue presentado un recurso de amparo en su favor al cual adhirió el Instituto Nacional de Derechos Humanos (INDH) junto con la abogada Pamela Nahuelcheo presentó un recurso de amparo en favor de Riquelme, medida que se suma a la Acción Urgente de protección solicitada por Amnistía Internacional a su favor, por las mismas presiones contra su integridad.
Riquelme se ha definido como feminista y ha afirmado que el anticolonialismo debe ser un sello distintivo de la política feminista.

## Rol en la cultura
Riquelme fue socia fundadora y dueña del bar La Vida, ubicado en Temuco. El local funcionó durante diez años hasta que fue cerrado en 2019. Sobre él, ha señalado que "se convirtió en un lugar clásico y muy llamativo para todo el público que frecuentaba el lugar". En el local se realizaban, además, presentaciones artísticas, como música en vivo, poesía, teatro, entre otras actividades.

"Lo que nos ha gustado siempre es la gran pluralidad de la gente que ha venido, tanto en edades, como también de clase social, de todo tipo de gustos, estilo".
Karina Riquelme

Riquelme también ha participado de grupos musicales, en las cuales canta y toca instrumentos musicales.

## Publicaciones
Riquelme ha escrito en reconocidos diarios regionales y nacionales sobre temas de interés que competen los derechos de las comunidades frente a la instalación de proyectos energéticos y forestales y sobre el proceso judicial desde una perspectiva de género. Así también, es autora del artículo Mujeres Mapuche y la lucha contra la criminalización publicado en el libro Mujeres en defensa de territorios: Reflexiones feministas frente al extractivismo , compilado por la Fundación Heinrich Böll.